# Annika Dries
Annika Dries (nacida el 10 de febrero de 1992) es una jugadora de waterpolo estadounidense. Ella ganó el campeonato nacional con la Universidad de Stanford en 2011 y luego ganó la medalla de oro con Estados Unidos en los Juegos Olímpicos de 2012. Ella es de 6 pies, 1 pulgada de alto.

## Carrera
En 2010, ayudó a los EE. UU. a ganar la Super Final FINA de la Liga Mundial y la Copa Mundial de la FINA. El año siguiente, ella anotó ocho goles en los Juegos Panamericanos, con los EE. UU. ganó el torneo y se clasificó para los Juegos Olímpicos de 2012. Los EE. UU. pasó a ganar la medalla de oro en los Juegos Olímpicos, también.